# Левкова, Надежда Алексеевна
Надежда Алексеевна Левкова (1919—1979) — советский учёный-патологоанатом, доктор медицинских наук.

## Биография
Родилась в Нальчике 30 декабря 1919 года.
В 1936 году окончила Орджоникидзевский медицинский техникум. Затем до 1939 года училась в Краснодарском химико-технологическом институте, затем — в Кубанском медицинском институте, который окончила с отличием во время войны, в 1943 году; до 1947 года оставалась в нём ассистентом кафедры патологической анатомии и, одновременно, работала прозектором в военном госпитале.
В 1947—1954 годах была ассистентом кафедры патологической анатомии Хабаровского медицинского института. в 1951 году защитила кандидатскую диссертацию «Клинико-анатомические изменения при отравлении антифризами (В-2, Престон) и щавелевой кислотой».
В 1954—1956 годах — докторант 2-го МОЛГМИ; руководитель — академик И. В. Давыдовский; в 1956—1958 годах — доцент кафедры патологической анатомии Рязанского медицинского института; в 1958—1961 годах — заведующая кафедры патологической анатомии и декан медицинского факультета Ужгородского государственного университета; в 1960 году защитила докторскую диссертацию «Воспроизведение эндокардита, бактерийного и безбактерийного, в условиях воздействия различных цитотоксических сывороток».
В 1961 году переехала в Киев, где заведовала лабораторией морфологии и цитологии Института георонтологии и экспериментальной патологии АМН СССР.
В 1965 году основала кафедру патологической анатомии в Запорожском фармацевтическом институте, который в 1969 году был переименован в Запорожский медицинский институт. Возглавила научные исследования морфологических основ сердечной недостаточности в пожилом и старческом возрасте, для реализации которых на кафедре были созданы 2 уникальные по тем временам лаборатории: электронной микроскопии и количественной цитоспектрофотометрии. Изучение ультраструктуры, кардиомиоцитов, капилляров, проводящих путей и вегетативных ганглиев сердца, гистохимии ферментов, количества ДНК и РНК на огромном секционно-экспериментальном материале, обосновало предпосылки трансформации гипертрофии миокарда в старческом возрасте в кардиомиодистрофию. Этим исследованиям на руководимой Левковой кафедре были посвящены в 1965—1972 годах 8 кандидатских диссертаций и написаны 2 монографии. В 1968 году Н. А. Левкова организовала и провела первую Всеукраинскую научно-организационную конференцию патологоанатомов Украины, в работе которой приняли участие 106 делегатов из всех областей УССР. Н. А Левкова в это время была главным патологоанатомом Запорожья.
В 1971—1979 годах заведовала кафедрой патологической анатомии Северо-Осетинского медицинского института.
Руководитель 3-х докторских и 14 кандидатских диссертаций; автор 3 монографий и более 200 научных статей.
Была награждена орденом Трудового Красного Знамени, значком «Отличнику здравоохранения», 4 медалями.
Умерла после тяжёлой болезни в 1979 году в Орджоникидзе.